# György Molnár
György Molnár (* 12. září 1949 Budapešť) je maďarský rockový kytarista. Byl zakládajícím členem skupiny Decca. V roce 1967 nahradil ve skupině Omega původního člena Andráse Kovacsicse a ve skupině hraje dodnes. V roce 1989 vydal své jediné sólové album s názvem Megszakadt kapcsolat.